# Portabotellas

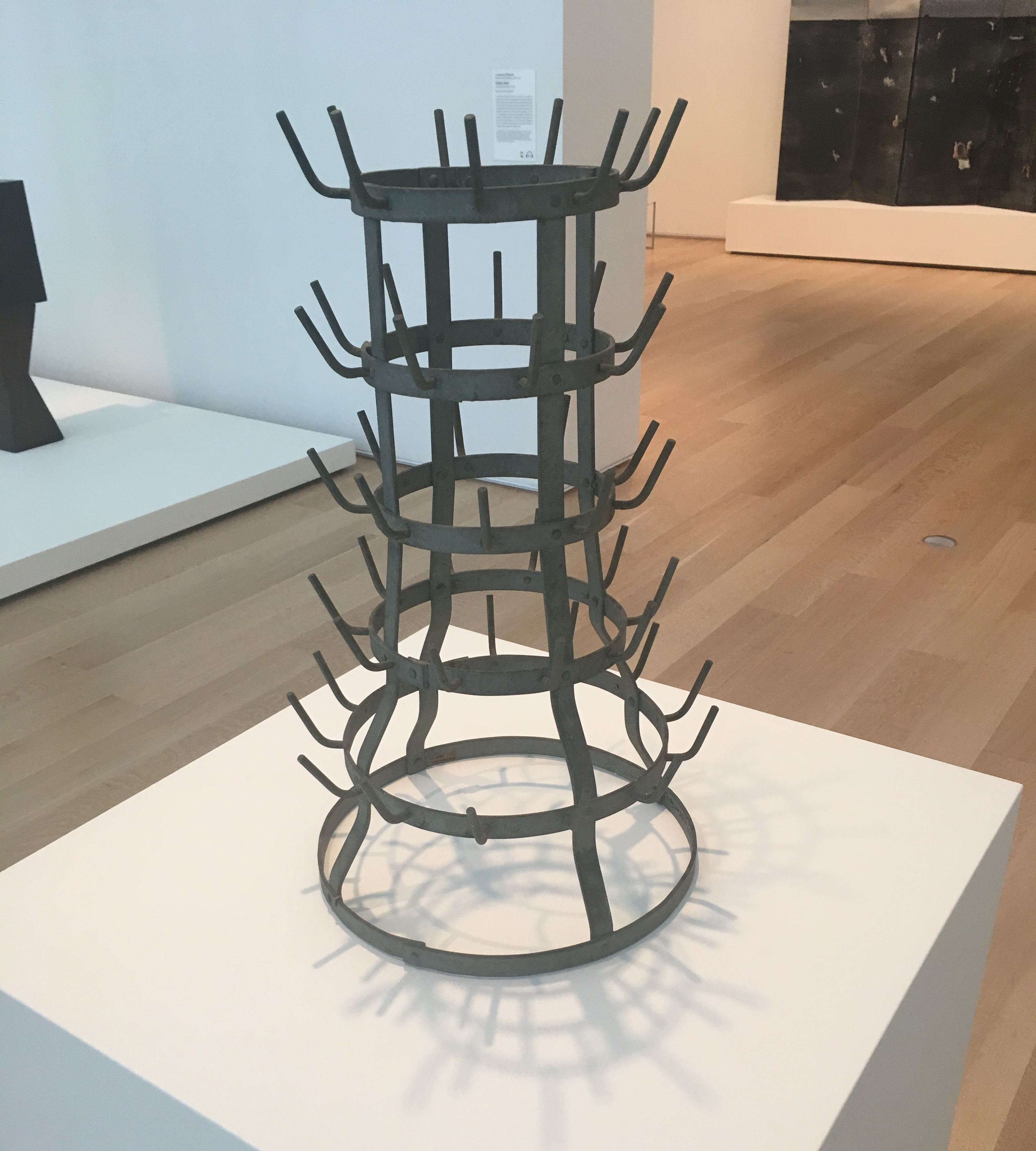
Una réplica de la obra de 1959, en exhibición en el Instituto de Arte de Chicago.

Portabotellas es una obra de arte proto-dadaísta creada en 1914 por Marcel Duchamp. Duchamp calificó la pieza como ‘ready-made’, un término que utilizó para describir su colección de objetos ordinarios y manufacturados que no suelen asociarse con el arte. Los ready-mades no tenían el tono serio de las obras dadaístas europeas, que criticaban la violencia de la Primera Guerra Mundial, y se centraban en cambio en un carácter más absurdo, elegido puramente sobre la base de una indiferencia visual.
El Instituto de Arte de Chicago adquirió una de las réplicas de Portabotellas en 2018.

## Origen
Marcel Duchamp afirmó haber comprado el Portabotellas en unos grandes almacenes llamados Bazar de l'Hôtel de Ville, cerca del Ayuntamiento de París. El Portabotellas era un típico estante de metal utilizado para secar botellas, pero el aspecto puntiagudo y agresivo de la pieza le valió el nombre de Erizo. A diferencia de las anteriores obras, Rueda de bicicleta (1913) o Farmacia (1913), el Portabotellas no se modificó en absoluto, lo que lo convierte en el primer ejemplo verdadero de un ready-made. La obra también tenía una inscripción garabateada a un costado, muy similar a la infame ‘R. Mutt’ inscrita en la Fuente (1917), aunque las palabras exactas siguen siendo un misterio, ya que Duchamp había olvidado la inscripción cuando la desechó.

## Legado
La pieza original fue desechada por la hermana y la hermanastra de Duchamp, quienes la confundieron con basura, después de que el artista abandonara Francia en 1914 rumbo a Estados Unidos. Aunque la pieza original ya no existe, el legado de la obra sigue vivo, con al menos siete réplicas en museos destacados, como el Museo de Arte de Filadelfia, el Museo Norton Simon y el Moderna Museet.
Sin ninguna modificación real por parte del artista, el Portabotellas es icónico por ser el primer ready-made "auténtico" de Duchamp. Si bien Duchamp afirmó que sus ready-mades se hicieron sin ninguna razón específica, los críticos de arte sostienen que la pieza tiene matices sexuales de naturaleza freudiana. Los críticos sugieren que las púas de metal representan los genitales masculinos y que la ausencia de botellas es una referencia a que Duchamp era soltero en ese momento, un tema que, según afirman, se transmite repetidamente a lo largo de sus obras.